# 필리핀 축구 연맹

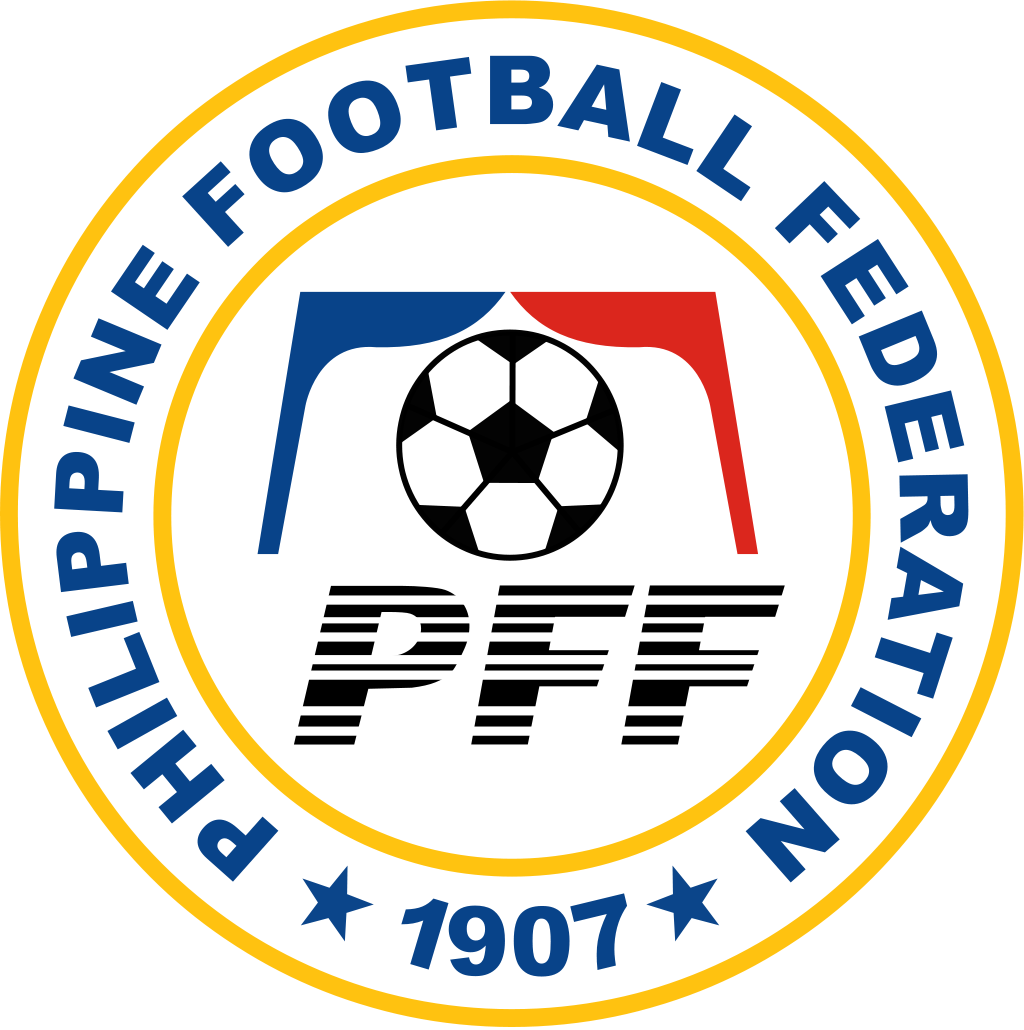

필리핀 축구 연맹(Philippine Football Federation, PFF)은 필리핀의 축구를 관할하는 스포츠 단체이다.

## 같이 보기
- 필리핀 축구 국가대표팀